# Wierciejki
Wierciejki (deutsch Wierczeyken, 1928 bis 1945 Gregerswalde) ist ein Dorf in der polnischen Woiwodschaft Ermland-Masuren und gehört zur Landgemeinde Miłki (Milken) im Powiat Giżycki (Kreis Lötzen).

## Geographische Lage
Wierciejki liegt in der östlichen Mitte der Woiwodschaft Ermland-Masuren, zwölf Kilometer südwestlich der Kreisstadt Giżycko (Lötzen).

## Geschichte
Das Gründungsdatum des nach 1785 Wierzeycken, nach 1818 Wierzeicken und bis 1928 Wierczeyken genannten kleinen Dorfes liegt im Jahre 1551. Damals nur aus ein paar kleinen Höfen bestehend, wurde das Dorf 1874 in den Amtsbezirk Rydzewen (polnisch Rydzewo) eingegliedert, der – 1928 in „Amtsbezirk Rotwalde“ umbenannt – bis 1945 bestand und zum Kreis Lötzen im Regierungsbezirk Gumbinnen (1905 bis 1945: Regierungsbezirk Allenstein) in der preußischen Provinz Ostpreußen gehörte. Von 1874 bis 1945 war Wierczeyken außerdem dem Standesamt Rydzewen zugeordnet. Im Jahre 1910 waren in dem Dorf 80 Einwohner gemeldet.
Aufgrund der Bestimmungen des Versailler Vertrags stimmte die Bevölkerung im Abstimmungsgebiet Allenstein, zu dem Wierczeyken gehörte, am 11. Juli 1920 über die weitere staatliche Zugehörigkeit zu Ostpreußen (und damit zu Deutschland) oder den Anschluss an Polen ab. In Wierczeyken stimmten 60 Einwohner für den Verbleib bei Ostpreußen, auf Polen entfielen keine Stimmen.
Am 18. April 1928 wurde Wierczeyken in „Gregerswalde“ umbenannt. Die Zahl der Einwohner belief sich 1933 auf 71 und 1939 noch auf 66.
In Kriegsfolge wurde das Dorf 1945 mit dem gesamten südlichen Ostpreußen nach Polen überführt und führt seitdem die polnische Namensform „Wierciejki“. Heute ist der Ort in das Schulzenamt (polnisch sołectwo) Miłki integriert und ist damit in den Verbund der Landgemeinde Miłki im Powiat Giżycki (Kreis Lötzen) einbezogen, vor 1998 der Woiwodschaft Suwałki, seither der Woiwodschaft Ermland-Masuren zugehörig.

## Kirche
Vor 1945 war Wierczeyken resp. Gregerswalde in die evangelische Kirche Rydzewen in der Kirchenprovinz Ostpreußen der Kirche der Altpreußischen Union und in die katholische Pfarrkirche Lötzen im Bistum Ermland eingepfarrt. Heute gehört Wierciejki zur evangelischen Pfarrei Giżycko in der Diözese Masuren der Evangelisch-Augsburgischen Kirche in Polen bzw. zur katholischen Filialgemeinde Paprotki (Paprodtken, 1938 bis 1945 Goldensee) der Pfarrkirche Rydzewo im Bistum Ełk (Lyck) der Römisch-katholischen Kirche in Polen.

## Schule
Vor 1945 besuchten die Kinder aus Wierczeyken resp. Gregerswalde die Schule in Paprodtken (1938 bis 1945 Goldensee, polnisch Paprotki). 

## Verkehr
Wierciejki liegt an einer Nebenstraße, die von der polnischen Landesstraße DK 63 (einstige deutsche Reichsstraße 131) bei Miłki (Milken) abzweigt und nach Rydzewo (Rydzewen, 1927 bis 1945 Rotwalde) führt. Eine Bahnanbindung besteht nicht.